# Brettfalltunnel
Der Brettfalltunnel ist ein 1,3 km langer einröhriger Straßentunnel am Eingang des Zillertals in Tirol.

## Lage
Der Brettfalltunnel führt unter dem am Larchkopf vorspringenden Felsen am Eingang des Zillertals durch, auf dem sich das Kirchlein Maria Brettfall befindet, das auch als Namensgeber diente. Der Tunnel ist Teil der B 169 Zillertalstraße und das Herzstück der 3,2 km langen Umfahrung von Strass im Zillertal, die errichtet wurde, um den Ort vom Durchgangsverkehr ins Zillertal zu entlasten. Im Norden ist der Tunnel kreuzungsfrei an die Tiroler Straße und die Anschlussstelle Wiesing/Achensee/Zillertal der Inntalautobahn angebunden, die Straße führt als B 181 Achenseestraße weiter zum Achensee.
Der Tunnel verläuft zum Großteil im Gemeindegebiet von Strass, das Südportal und ein kurzer Abschnitt liegen im Gemeindegebiet von Schlitters.

## Bau
Der Baubeginn erfolgte am 1. April 1993. Der einröhrige Tunnel wurde bergmännisch errichtet und 1995 fertiggestellt. 2007 wurde der Tunnel saniert und sicherheitstechnisch auf den neuesten Stand gebracht.

## Verkehr
Im Jahr 2011 passierten im Schnitt 17.433 Kraftfahrzeuge pro Tag den Tunnel, das waren täglich um rund 1100 mehr als fünf Jahre zuvor. Überdurchschnittlich hoch war dabei der Zuwachs im Winter mit +10,6 %. Die meisten Fahrzeuge werden an den Samstagen im Winter gezählt, dann kommt es häufig zu ausgedehnten Staus und Blockabfertigung. 2011 wurde an 43 Tagen die Frequenz von 20.000 Kraftfahrzeugen überschritten. Der LKW-Anteil beträgt rund 20 %. Im Jahr 2018 wurden 19.195 Kraftfahrzeuge pro Tag gezählt.
Aufgrund mehrerer tödlicher Unfälle galt der Brettfalltunnel eine Zeitlang als einer der gefährlichsten Tunnel Österreichs, er wies laut Kuratorium für Verkehrssicherheit eine um 70 % höhere Unfallrate als vergleichbare Tunnels in Österreich auf.